# Klooster Jazak

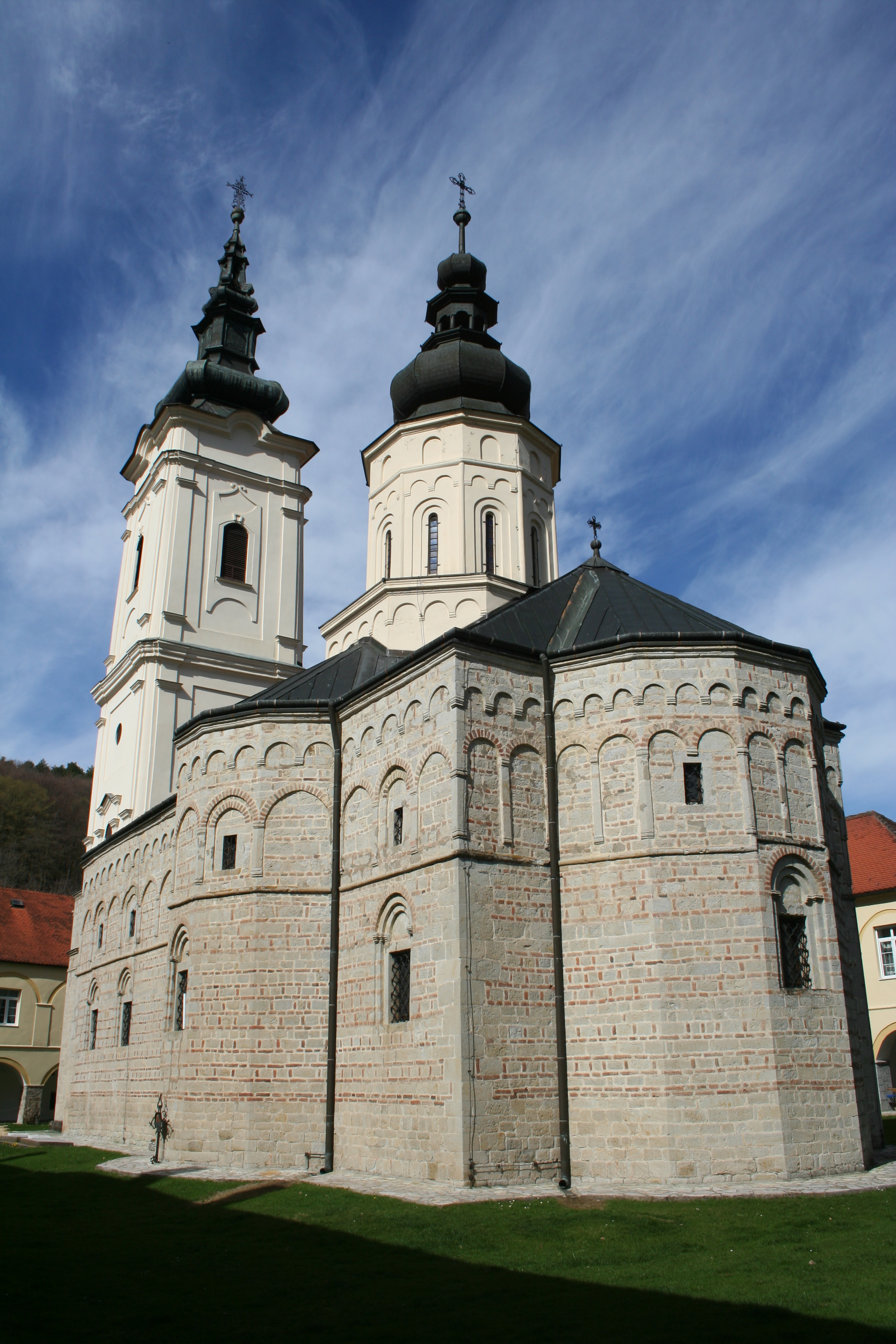
Klooster Jazak

Het Klooster Jazak (Servisch: Манастир Јазак, Manastir Jazak) is een Servisch-orthodox klooster gelegen op de berg Fruška Gora in het noorden van de Servische autonome provincie Vojvodina. Het klooster werd in 1736 gesticht.

## Begraven
- Stefan Uroš V